# الكتلة البرلمانية لنواب التحالف الإسلامي في مصر (الدورة البرلمانية 1987 - 1990)
الكتلة البرلمانية لنواب التحالف الإسلامي في مصر خاض الإخوان المسلمون انتخابات عام 1987 إلى جانب حزب العمل المصري وحزب الأحرار ضمن تحالف إسلامي تحت شعار الإسلام هو الحل.
وهو التحالف الذي أثمر عن 56 مقعدًا، وفاز الإخوان من خلال «التحالف الإسلامي» مع حزبي العمل والأحرار بنسبة 17.4% من أصوات الناخبين ليحصلوا على مليون و163 ألفا و525 صوتًا من أصل أصوات سبعة ملايين ناخب، وفاز للإخوان 37 نائبًا (حوالي 8.5% من مقاعد البرلمان)- وذلك لأول مرة في مصر- من أصل 454 نائبًا برلمانيًا (444 بالانتخاب وعشرة بالتعيين).
وتقدم ترتيب الجماعة بذلك لتحتل الترتيب الثاني بعد الحزب الحاكم (69% من الأصوات) من حيث عدد الأصوات والمقاعد التي فازت بها، وبـ 37 مقعدًا، احتل الإخوان المرتبة الأولى في صفوف المعارضة.

## من نواب الإخوان[1]
1. المستشار محمد المأمون الهضيبي - الذي أصبح فيما بعد المرشد العام السادس للجماعة.
2. محمد مهدي عاكف -الذي أصبح فيما بعد المرشد العام السابع للجماعة.
3. أحمد سيف الإسلام -ابن مؤسس الجماعة حسن البنا.
4. د.محمد السيد حبيب - الذي أصبح فيما بعد النائب الأول للمرشد العام السابق مهدي عاكف.
5. د.عصام العريان القيادي الإخواني البارز، والذي كان أصغر نواب برلمان 1987
6. الشيخ صلاح أبو إسماعيل
7. الحاج حسن الجمل
8. محفوظ حلمى
9. أحمد البس
10. د.عبد الحي الفرماوي
11. أبو الفتوح شوشة
12. مختار نوح
13. محمد حسين عيسى
14. محمد المراغي[2]
15. محمد المسماري[2]
16. الشيخ محمد المطراوي[2]
17. عبد العزيز العشري، رئيس مكتب إداري إخوان الفيوم سابقا

## من نواب حزب العمل
1. جمال أسعد عبد الملاك